# Guadalajara Open Akron 2022
Guadalajara Open Akron 2022 byl tenisový turnaj žen hraný jako součást okruhu WTA Tour na tvrdých dvorcích Panamerického tenisového centra v Zapopanu, kde se konal Turnaj mistryň 2021. Úvodní ročník mexického Guadalajara Open probíhal mezi 17. až 23. říjnem 2022 v guadalajarské metropolitní oblasti.
Jednalo se o poslední řádný turnaj sezóny dotovaný 2 527 250 dolary a závěrečnou část osmidílné série v kategorii WTA 1000. Nejvýše nasazenou singlistkou se stala světová osmička Paula Badosová ze Španělska, která po volném losu skrečovala ve druhém kole Viktorii Azarenkové pro nemoc. Jako poslední přímá účastnice do dvouhry nastoupila česká 49. hráčka žebříčku Kateřina Siniaková.
Guadalajara Open Akron byl do 42. týdne sezóny zařazen dodatečně v květnu 2022 po zrušení všech čínských turnajů WTA kvůli obavám o bezpečnost čínské tenistky Pcheng Šuaj, která v listopadu 2021 obvinila bývalého vicepremiéra Čanga Kao-lia ze sexuálního násilí. V důsledku invaze Ruska na Ukrajinu na konci února 2022 řídící organizace tenisu ATP, WTA a ITF s grandslamy rozhodly, že ruští a běloruští tenisté mohli dále na okruzích startovat, ale do odvolání nikoli pod vlajkami Ruska a Běloruska.
Druhý singlový titul na okruhu WTA Tour a první v kategorii WTA 1000 vybojovala Američanka Jessica Pegulaová, která v soutěži vyřadila čtyři grandslamové šampionky v řadě. Po skončení se poprvé stala světovou trojkou. Čtyřhru ovládl australsko-brazilský pár Storm Sandersová a Luisa Stefaniová, jehož členky získaly první společnou trofej.

## Rozdělení bodů a finančních odměn

### Rozdělení bodů
| Soutěž  | Soutěž       | vítězky | finalistky | semifinalistky | čtvrtfinalistky | 16 v kole | 32 v kole | 56 v kole | Q  | Q2 | Q1 |
| ------- | ------------ | ------- | ---------- | -------------- | --------------- | --------- | --------- | --------- | -- | -- | -- |
| dvouhra | [ 3 ] [ 12 ] | 900     | 585        | 350            | 190             | 105       | 60        | 1         | 30 | 20 | 1  |
| čtyřhra | [ 13 ]       | 900     | 585        | 350            | 190             | 105       | 1         | —         | —  | —  | —  |

### Finanční odměny
| Soutěž                              | Soutěž       | vítězky   | finalistky | semifinalistky | čtvrtfinalistky | 16 v kole | 32 v kole | 56 v kole | Q2      | Q1      |
| ----------------------------------- | ------------ | --------- | ---------- | -------------- | --------------- | --------- | --------- | --------- | ------- | ------- |
| dvouhra                             | [ 3 ] [ 12 ] | 412 000 $ | 242 800 $  | 125 000 $      | 57 440 $        | 28 730 $  | 16 340 $  | 11 725 $  | 6 880 $ | 3 580 $ |
| čtyřhra                             | [ 13 ]       | 120 300 $ | 67 630 $   | 37 180 $       | 18 750 $        | 10 620 $  | 7 120 $   | —         | —       | —       |
| částka ve čtyřhře je uvedena na pár |              |           |            |                |                 |           |           |           |         |         |

## Ženská dvouhra

### Nasazení
| Stát                          | Hráčka                   | WTA | Nasazení |
| ----------------------------- | ------------------------ | --- | -------- |
| Španělsko                     | Paula Badosová           | 4.  | 1.       |
|                               | Aryna Sabalenková        | 5.  | 2.       |
| USA                           | Jessica Pegulaová        | 6.  | 3.       |
| Řecko                         | Maria Sakkariová         | 7.  | 4.       |
| USA                           | Coco Gauffová            | 8.  | 5.       |
| Francie                       | Caroline Garciaová       | 10. | 6.       |
|                               | Darja Kasatkinová        | 11. | 7.       |
|                               | Veronika Kuděrmetovová   | 12. | 8.       |
| Česko                         | Barbora Krejčíková       | 14. | 9.       |
| Švýcarsko                     | Belinda Bencicová        | 15. | 10.      |
| Brazílie                      | Beatriz Haddad Maiová    | 16. | 11.      |
| Lotyšsko                      | Jeļena Ostapenková       | 17. | 12.      |
| USA                           | Madison Keysová          | 18. | 13.      |
| USA                           | Danielle Collinsová      | 19. | 14.      |
|                               | Jekatěrina Alexandrovová | 20. | 15.      |
| Česko                         | Petra Kvitová            | 21. | 16.      |
| Žebříček WTA k 10. říjnu 2022 |                          |     |          |

### Jiné formy účasti

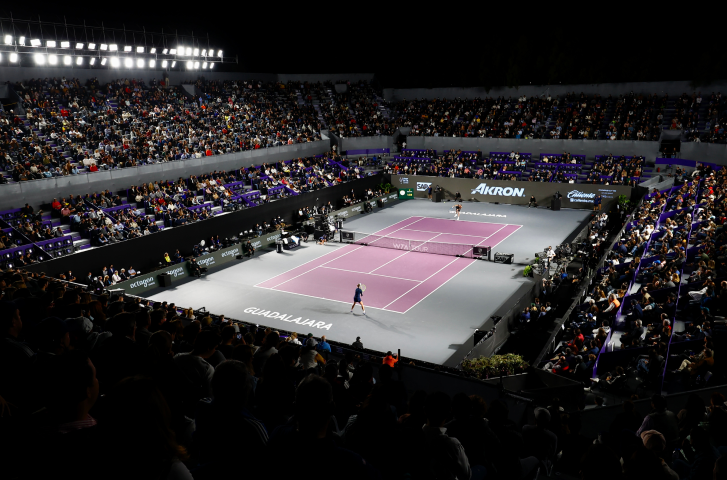
Centrální tenisový dvorec

Následující hráčky obdržely divokou kartu do hlavní soutěže: 
- Eugenie Bouchardová
- Fernanda Contrerasová Gómezová
- Donna Vekićová

Následující hráčky nastoupily pod žebříčkovou ochranou:
- Bianca Andreescuová

Následující hráčky postoupily z kvalifikace:
- Elisabetta Cocciarettová
- Lauren Davisová
- Kayla Dayová
- Caroline Dolehideová
- Magdalena Fręchová
- Linda Fruhvirtová
- Rebecca Marinová
- Asia Muhammadová

Následující hráčky postoupily z kvalifikace jako šťastné poražené:
- Elina Avanesjanová
- Nao Hibinová
- Laura Pigossiová

### Odhlášení
před zahájením turnaje
- Amanda Anisimovová → nahradila ji  Sloane Stephensová
- Sofia Keninová → nahradila ji  Ann Liová
- Anett Kontaveitová → nahradila ji   Anna Kalinská
- Petra Martićová → nahradila ji  Magda Linetteová
- Garbiñe Muguruzaová → nahradila ji  Marta Kosťuková
- Shelby Rogersová → nahradila ji  Nao Hibinová
- Alison Riskeová-Amritrajová → nahradila ji  Laura Pigossiová
- Čang Šuaj → nahradila ji   Elina Avanesjanová
- Čeng Čchin-wen → nahradila ji  Tereza Martincová

### Skrečování
- Paula Badosová (nemoc)[2][3]

## Ženská čtyřhra

### Nasazení
| Stát                                                                      | Hráčka                      | Stát       | Hráčka             | WTA | Nasazení |
| ------------------------------------------------------------------------- | --------------------------- | ---------- | ------------------ | --- | -------- |
| Česko                                                                     | Barbora Krejčíková          | Česko      | Kateřina Siniaková | 3.  | 1.       |
|                                                                           | Veronika Kuděrmetovová      | Belgie     | Elise Mertensová   | 7.  | 2.       |
| USA                                                                       | Coco Gauffová               | USA        | Jessica Pegulaová  | 11. | 3.       |
| Kanada                                                                    | Gabriela Dabrowská          | Mexiko     | Giuliana Olmosová  | 15. | 4.       |
| Ukrajina                                                                  | Ljudmyla Kičenoková         | Lotyšsko   | Jeļena Ostapenková | 19. | 5.       |
| USA                                                                       | Nicole Melichar-Martinezová | Austrálie  | Ellen Perezová     | 28. | 6.       |
| USA                                                                       | Desirae Krawczyková         | Nizozemsko | Demi Schuursová    | 30. | 7.       |
| Čína                                                                      | Sü I-fan                    | Čína       | Jang Čao-süan      | 37. | 8.       |
| Žebříček WTA k 10. říjnu 2022; číslo je součtem umístění obou členek páru |                             |            |                    |     |          |

### Jiné formy účasti
Následující páry obdržely divokou kartu do hlavní soutěže:
- Viktoria Azarenková  /  Bethanie Matteková-Sandsová
- Fernanda Contrerasová Gómezová  /  Camila Osoriová
- Caroline Dolehideová  /  Coco Vandewegheová

Následující páry nastoupily z pozice náhradníků:
- Elisabetta Cocciarettová /  Martina Trevisanová
- Marta Kosťuková /  Tereza Martincová

### Odhlášení
před zahájením turnaje
- Anna Bondárová /  Kimberley Zimmermannová → nahradily je  Nadija Kičenoková /  Kimberley Zimmermannová
- Caroline Dolehideová /  Coco Vandewegheová → nahradily je  Marta Kosťuková /  Tereza Martincová
- Asia Muhammadová /  Čang Šuaj → nahradily je  Elisabetta Cocciarettová /  Martina Trevisanová

## Přehled finále

### Dvouhra
- Jessica Pegulaová vs.  Maria Sakkariová, 6–2, 6–3

### Čtyřhra
- Storm Sandersová /  Luisa Stefaniová vs.  Anna Danilinová /  Beatriz Haddad Maiová 7–6(7–4), 6–7(2–7), [10–8]